# Schloss Castagnac

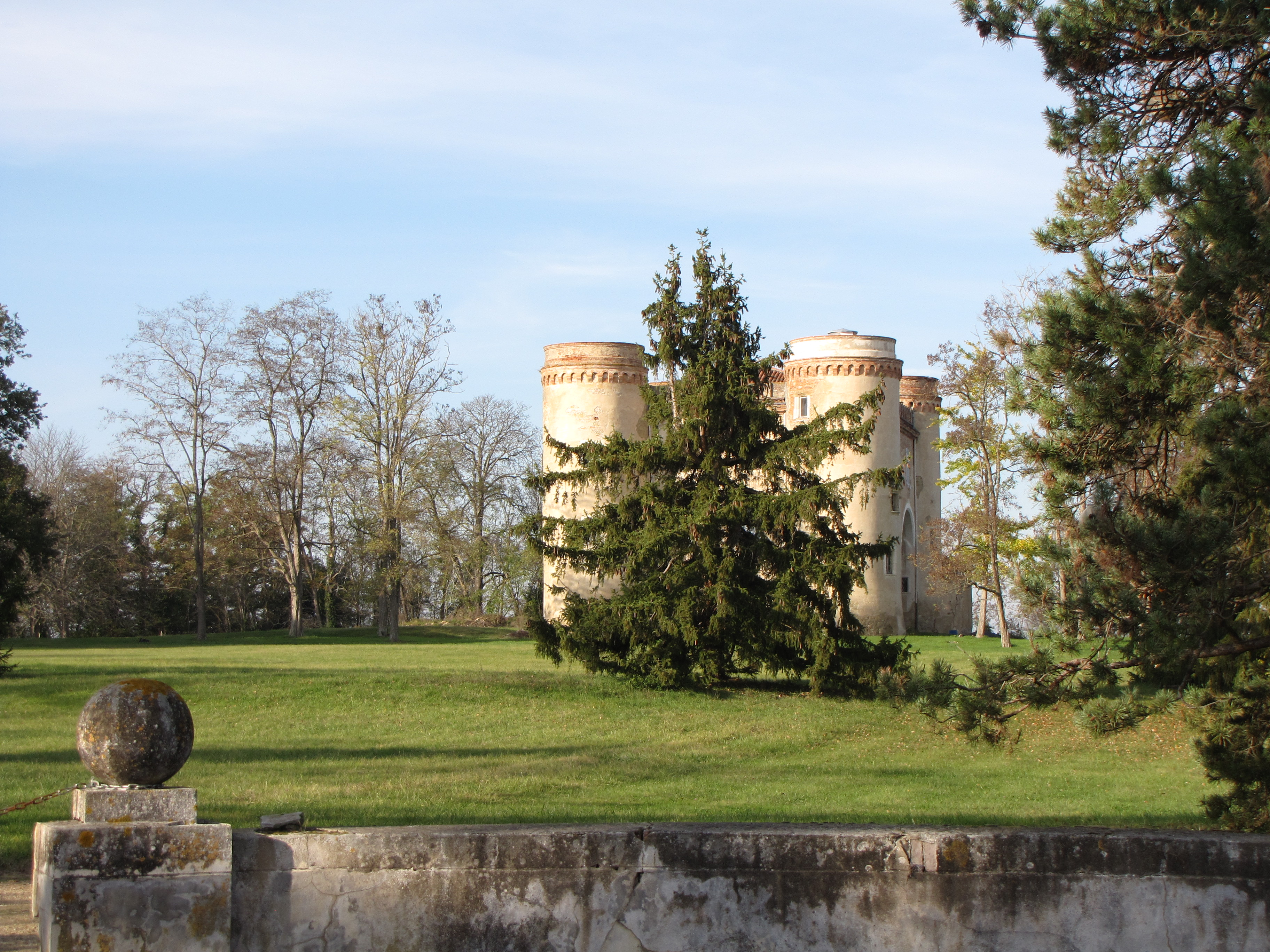
Schloss Castagnac

Das Schloss in Castagnac, einer französischen Gemeinde im Département Haute-Garonne in der Region Okzitanien, wurde ursprünglich im 15. Jahrhundert errichtet und im 18./19. Jahrhundert verändert. Das Schloss steht seit 2003 als Monument historique auf der Liste der Baudenkmäler in Frankreich.
Der rechteckige Bau mit vier runden Ecktürmen diente als wehrhafter Sitz der Familie Lordat, die lange Zeit die Grundherrschaft im Ort ausübte. Die zwei Arkaden, die als Zugang dienen, kontrastieren mit dem wehrhaften Charakter der Anlage, die von einem Wassergraben umgeben wird. 